# 정산 정씨
정산 정씨(定山鄭氏)는 충청남도 청양군 정산면을 본관으로 하는 한국의 성씨이다. 시조 정치형(鄭致亨)은 조선에서 별시문과(別試文科)에 병과(丙科)로 급제하고 군수(郡守)를 지냈다.

## 참고 자료
- “정산정씨(定山鄭氏)”. 뿌리를 찾아서.[깨진 링크(과거 내용 찾기)]